# Resolució 2 del Consell de Seguretat de les Nacions Unides
La Resolució 2 del Consell de Seguretat de les Nacions Unides, aprovada per unanimitat el 30 de gener de 1946, instava les parts involucrades en la crisi sovièticoiraniana a informar al Consell dels resultats de les negociacions que s'haurien de dur a terme. El Consell també es reservava el dret a demanar informes a qualsevol moment sobre el curs de les negociacions.
Tots dos països havien acordat prèviament posar solució pacífica a la qüestió de l'Iran, problemàtica plantejada al final de la Segona Guerra Mundial per la presència de tropes soviètiques al nord del territori iranià des de 1941.